# Сан Пјетро (Ријети)
Сан Пјетро је насеље у Италији у округу Ријети, региону Лацио.
Према процени из 2011. у насељу је живело 35 становника. Насеље се налази на надморској висини од 784 м.